# Widzenie skotopowe
Widzenie skotopowe (widzenie nocne, sklotopiczne) – termin oznaczający pracę ludzkiego narządu wzroku w warunkach skrajnie niekorzystnych, czyli przy znikomej ilości światła. W odbieraniu bodźców świetlnych biorą wtedy udział wyłącznie pręciki, natomiast czopki są zupełnie nieaktywne. Podczas widzenia skotopowego człowiek widzi świat pozbawiony barw, czyli np. taki jak na czarno-białym filmie. Możliwe jest wtedy wyłącznie rozróżnianie stopnia jasności elementów otoczenia, a i to przy niewielkiej gradacji tych stopni. Znacznie spada również rozdzielczość oka, czyli możliwość rozpoznawania szczegółów obrazu, nie występuje przy tym zjawisko szczególnie wysokiej rozdzielczości obrazu w środku pola widzenia, za które odpowiada plamka żółta (składająca się wyłącznie z czopków).
W miarę wzrostu oświetlenia otoczenia, widzenie skotopowe przechodzi w fazę przejściową zwaną widzeniem mezopowym (upośledzone postrzeganie barw), by wreszcie osiągnąć normalny stan pracy ludzkiego oka zwany widzeniem fotopowym (pełne widzenie barwne).